# Ayako Kimura
Ayako Kimura (japanisch 木村 文子, Kimura Ayako; * 11. Juni 1988 in Hiroshima) ist eine japanische Hürdenläuferin, die sich auf die 100-Meter-Distanz spezialisiert hat.

## Sportliche Laufbahn
Erste internationale Erfahrungen sammelte Ayako Kimura bei den Asienmeisterschaften 2011 in Kōbe, bei denen sie den vierten Platz erreichte. 2012 qualifizierte sie sich für die Olympischen Spiele in London, bei denen sie im Vorlauf ausschied. 2013 siegte sie bei den Asienmeisterschaften in Pune vor der Kasachin Anastassija Soprunowa. 2014 wurde sie Sechste beim Leichtathletik-Continentalcup in Marrakesch und gewann Bronze bei den Asienspielen in Incheon.
Bei den Asienmeisterschaften 2015 in Wuhan holte sie Bronze. Zwei Jahre später gewann sie die Silbermedaille bei den Asienmeisterschaften in Bhubaneshwar und qualifizierte sich für die Weltmeisterschaften in London, bei denen sie bis in das Halbfinale gelangte. 2018 wurde sie beim Continentalcup in Ostrava in 13,39 s Sechste und siegte im Jahr darauf in 13,13 s bei den Asienmeisterschaften in Doha. Bei den IAAF World Relays in Yokohama gewann sie gemeinsam mit Shunya Takayama, Masumi Aoki und Taiō Kanai die Silbermedaille in der erstmals ausgetragenen Hürden-Pendelstaffel. Sie qualifizierte sich auch für die Weltmeisterschaften in Doha, bei denen sie mit 13,19 s im Vorlauf ausschied. 2021 nahm sie erneut an den Olympischen Sommerspielen im heimischen Tokio teil und schied dort mit 13,25 s in der ersten Runde aus.
2011 und 2012 sowie 2016 und 2017 und 2019 wurde Kimura japanische Meisterin im 100-Meter-Hürdenlauf.

## Persönliche Bestleistungen
- 100 m Hürden: 13,03 s (−0,6 m/s), 8. Juni 2013 in Tokio
  - 60 m Hürden (Halle): 8,12 s, 17. März 2021 in Osaka